# 珠江专区
珠江专区，中华人民共和国广东省已撤销的行政区，在今广东省南部。1949年置，专员公署驻中山县（今中山市）。辖佛山市及中山、南海、顺德、三水、宝安、东莞、番禺、花县8县。
1951年，专员公署迁驻佛山市。
1952年，撤销珠江专区；将中山、顺德、南海、三水、番禺、东莞、宝安7县划归粤中行政区；花县划归粤北行政区。 